# Centroscymnus
Centroscymnus é um género de tubarão esqualiforme de águas profundas pertencente à  família Somniosidae.
Foi nomeada pelo naturalista português José Vicente Barbosa du Bocage.

## Espécies
- Centroscymnus coelolepis (Barbosa du Bocage & Brito Capello, 1864) (carocho)
- Centroscymnus cryptacanthus (Regan, 1906)
- Centroscymnus owstoni (Garman, 1906)